# Neodiplocampta laurella
Neodiplocampta laurella är en tvåvingeart som beskrevs av Hull och Martin 1974. Neodiplocampta laurella ingår i släktet Neodiplocampta och familjen svävflugor. Inga underarter finns listade i Catalogue of Life.